# Tempus fugit

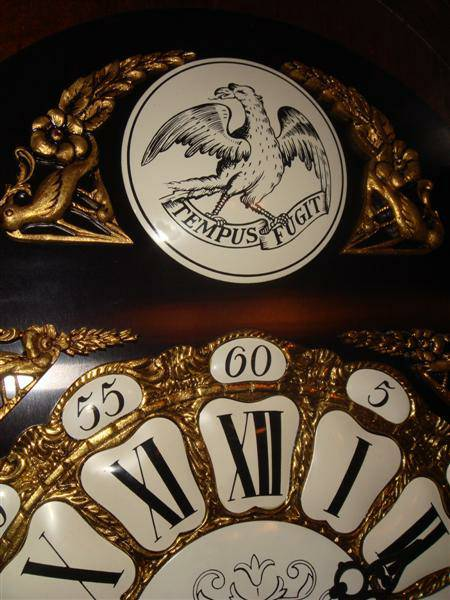
Tempus Fugit num relógio

Tempus fugit é uma expressão latina que significa "O tempo foge", mas que é normalmente traduzida como "o tempo voa". É uma expressão que aparece em muitos relógios.
A expressão foi usada pela primeira vez nas Geórgicas do poeta romano Virgílio: Sed fugit interea fugit irreparabile tempus ("Mas ele foge: irreversivelmente o tempo foge").